# Rubus buchtienii
Rubus buchtienii är en rosväxtart som beskrevs av Wilhelm Olbers Focke. Rubus buchtienii ingår i släktet rubusar, och familjen rosväxter. Inga underarter finns listade i Catalogue of Life.